# サクラノモリ†ドリーマーズ
『サクラノモリ†ドリーマーズ』は、MOONSTONEより2016年5月27日に発売された18禁恋愛アドベンチャーゲーム。
本作は、それまで同ブランドが手掛けてきた数々の萌えゲーや明るいラブコメ作品とは異なり、最愛の恋人を殺された少年の復讐を題材としている。

## 開発
本作のシナリオライターを務めた呉はスタッフブログの中で、「本作のテーマは『妄執からの解放と再生』と最初から決めていた」と述べ、「相思相愛となったヒロインが主人公に寄り添って、干からびた彼の心を慈雨のごとくよみがえらせることを表現するために、第二部を甘いラブストーリーにした」と説明した。
本作の開発に当たっては、ユーザーに恐怖を味わってもらうためにホラーの要素を強調する方針が取られ、戦闘シーンの演出が派手になりすぎないよう注意が払われた。
このような方針をとった理由として、呉は「最近映画を見るようになり、その中でも好きなホラー映画のような作品を作りたいと考えるようになった」と美少女ゲームなうとのインタビューの中で述べており、当時の美少女ゲーム業界においては単なる学園ものが売れないのであれば、自分が好きなものを作ったほうが良いと考えたとも話している。

## ストーリー
悪霊や幽霊までも見ることができるという特異な能力を持つ主人公・吹上慎司。
2年生に進級して間もないある日、彼は教室で幽霊を見かける。生前は話したこともない、顔と名前が一致しないような同じクラスの女子生徒。
なぜ死んでしまったのか。彼女に一体何があったのか。
幽霊は言葉を発することができないが、真実を教えてくれる。
彼女を手にかけたのは、人間の皮を被った化け物──ボダッハ だった。
慎司が暮らす街 “桜之杜” では立て続けに奇妙な事件が起こり始めていた。
ボダッハと呼ばれる悪霊。ジョーカーと呼ばれる殺人鬼。
この悲劇を食い止められるのは、怪異を知覚できる自分たちだけ。
慎司とその仲間たちは、事件へと身を投じる。

## 登場人物

### 主人公
吹上 慎司（ふきがみ しんじ）
本作の主人公。霊視能力がある。
呉は 慎司を修羅と表現している。

### ヒロイン
秋津 まどか（あきつ まどか）
声：藤森ゆき奈
T155 B80/W52/H81
慎司の幼馴染であり恋人。幽霊として慎司の前に現れた。
桐遠 暮羽（きりとう くれは）
声：仙地祐里衣
T158 B88/W57/H87
ボダッハ討伐にいそしむ少女。慎司がボダッハとかかわる前から孤独な戦いに身を投じていたため、異性にかかわる暇がなかった。
閑宮 真幌（しずみや まほろ）
声：苺山文太郎
T160 B89/W60/H88
暮羽の先輩。夢と現実をつなぐ能力を生かして、暮羽たちの戦いで重要な役割を担ってきた。
衿坂 美冬（えりさか みふゆ）
声：榛名れん
T162 B86/W56/H85
美術部員で、特に自然を描くことが好き。かつては暮羽とは公私共に親しかったが、ある事件を機に決別した経緯を持つ。
吹上 初音（ふきがみ はつね）
声：白月かなめ
T152 B79/W51H81
慎司の従妹兼義妹で、ブラコン気味なところがある。兄の使命感に理解を示しつつも、危険に立ち向かう兄を心配している。

### サブキャラクター
吹上 美弥子（ふきがみ みやこ）
声：大波こなみ
初音の実母で、慎司にとっては叔母であると同時に義母にあたる。
桐遠 芹那（きりとう せりな）
声：花影蛍
暮羽の姉で、黒ずくめの衣装とサングラスが特徴。姉妹でボダッハ討伐を行っていたが、ボダッハに取りつかれた人間に襲われて以来家を出て、妹とも距離を置いて一人暮らししている。
暮羽の祖父（くれはのそふ）
声：越雪光
桐遠姉妹の祖父。元刑事だが、ボダッハ討伐に重きを置いていたため、実力のわりに階級は低い。
会沢 勝之（あいざわ かつゆき）
声：風見トーリ
慎司の同級生。
庄平 道雄（しょうへい みちお）
声：とりぷるB
慎司の同級生で、勝之の子分。腕っぷしは弱いが、口だけは威勢がいい。
石 洋一（せき よういち）
声：松風憲
慎司の同級生。体格に反して気弱なためいじめられており、孤立している。
塚田 良平（つかだ りょうへい）
声：古河徹人
慎司らのクラスの担任。
葛木 朋成（かつらぎ ともなり）
声：魚刀秋
慎司とは違うクラスの男子生徒。キレやすいとみなされている。
塔野沢 亜里砂（とうのさわ ありさ）
声：蓬かすみ
初音の同級生。明るい性格をしているが、その生い立ちは不幸なものである。
五郎太 忠雄（ごろうた ただお）
声：どぶ六郎
慎司が慕う探偵。駅前の雑居ビルにオフィスを構えている。
八束 秀典（やつか ひでのり）
声：島眞閑
忠雄の助手兼居候で、慎司とは年の離れた親友にあたる。
守安 明雄（もりやす あきお）
声：小次狼
暮羽らがよく通うイタリア料理店のオーナー。

## スタッフ
（出典：
- プロデュース：恋純ほたる
- 原画：やまかぜ嵐、日向奈尾、桜坂つちゆ
- SD原画：羽鳥ぴよこ
- シナリオ：呉
- 音楽：電気式華憐音楽集団
- クリーチャーデザイン：猫えモン
- システム監修：薫
- グラフィック：やまかぜ嵐、えんどり、rastel、もっち雪、芝、エーキチ、八月朔日珈瑠

## テーマ曲
- オープニングテーマ『瓦礫の夢』
  - 作詞・歌唱：華憐 / 作曲・編曲：電気（電気式華憐音楽集団）